# 강전 (성씨)
강전(岡田)은 한국의 성씨이다. 2015년에 이뤄진 통계청 인구 조사에서 강전이라는 성을 사용하는 51명의 사람들이 확인되었다. 본관은 불명이며, 일본 오카다씨(岡田氏)에서 유래한 것이라는 견해가 존재하지만 확실하지 않다.